# Deutsch-Englischer-Reise-Courier
Der Deutsch-Englische-Reise-Courier war eine österreichische Zeitschrift, die zwischen 1904 und 1914 etwa 30 Mal jährlich in Wien erschien. Sie führte zeitweise den Nebentitel Illustrierte Fachzeitschrift für Kurorte, Hotels, Sanatorien, Reise und Sport. Verleger und Herausgeber war Louis Finger, Chefredakteur war J. Hock.